# Thymallus brevirostris
Thymallus brevirostris és una espècie de peix de la família dels salmònids i de l'ordre dels salmoniformes.

## Morfologia
- Els mascles poden assolir 39 cm de longitud total.[4][5]

## Alimentació
És omnívor.

## Hàbitat
És un peix d'aigua dolça, de clima temperat i bentopelàgic.

## Distribució geogràfica
Es troba a Rússia i Mongòlia.

## Observacions
És inofensiu per als humans.